# John McCormack (hockey sobre hielo)
John Ronald "Johnny" McCormack (2 de agosto de 1925 - 22 de febrero de 2017) era un centro canadiense de hockey sobre hielo. Nació en Edmonton, Alberta. McCormack comenzó su carrera en la Liga Nacional de Hockey con los Toronto Maple Leafs en 1947. También jugó para los Montreal Canadiens y Chicago Black Hawks. Se retiró de la NHL en la temporada de 1955.
McCormack ganó dos Copas Stanley en su carrera, una en 1951 con Toronto y otra en 1953 con Montreal. También ganó la Copa Memorial de 1945 con los St. Michael's Majors y la Copa Allan en 1950 con los Toronto Marlboroughs.
McCormack murió el 22 de febrero de 2017 en su casa en Oshawa, Ontario, a la edad de 91 años.